# Stazione di Yokogawa
La stazione di Yokogawa (横川駅?, Yokogawa-eki) è una stazione ferroviaria situata nel quartiere di Nishi-ku a Hiroshima, nella prefettura omonima in Giappone. Si trova lungo la linea principale Sanyō e offre anche i servizi della linea Kabe. È contigua alla stazione di Hiroshima in direzione ovest (verso Iwakuni e Shimonoseki). Presso la stazione si trova anche la fermata del tram di Hiroshima (linea Hiroden Yokokawa).

## Linee e servizi

### Treni
JR West
■ Linea principale Sanyō
■ Linea Kabe

### Tram
Tram di Hiroshima
Linea Hiroden Yokokawa, percorsi  e 

## Caratteristiche

### Stazione JR
La stazione è dotata di due marciapiedi a isola e uno laterale con cinque binari realizzati in terrapieno in direzione nord-sud. Il fabbricato viaggiatori è al livello inferiore, e collegato ai binari da sottopassaggi con scale fisse e ascensori. La stazione supporta la bigliettazione elettronica ICOCA ed è dotata di tornelli di accesso automatici nei lati nord e sud, dove sono presenti anche due biglietterie (entrambe aperte dalle 5:30 alle 23:00).
| 1 | ■ Linea principale Sanyō                | per Miyajimaguchi e Iwakuni |
| 2 | binario di servizio                     |                             |
| 3 | ■ Linea principale Sanyō                | per Hiroshima e Mihara      |
| 4 | ■ Linea Kabe                            | per Midorii e Kabe          |
| 5 | ■ Linea Kabe e ■ Linea principale Sanyō | per Hiroshima e Mihara      |

### Fermata Hiroden
Presso Yokogawa ha capolinea la linea Yokokawa del tram di Hiroshima, e sono quindi presenti due binari tronchi con un marciapiede centrale. Qui hanno origine le linee 7 e 8, dirette rispettivamente a Hiroden-mae e a Eba. Pur trovandosi all'aperto, le banchine sono coperte da pensiline in metallo, permettendo quindi di arrivare alla stazione JR all'asciutto anche nei giorni di pioggia.

## Stazioni adiacenti
| «                             | Servizio                   | »                      |
| Linea principale Sanyō        | Linea principale Sanyō     | Linea principale Sanyō |
| ----------------------------- | -------------------------- | ---------------------- |
| Shin-Hakushima                | Locale Rapido Tsūkin Liner | Nishi-Hiroshima        |
| Linea Kabe                    |                            |                        |
| Shin-Hakushima1               | Locale                     | Mitaki                 |
| Linea Hiroden Yokokawa (tram) |                            |                        |
| Capolinea                     | 7-8                        | Yokogawa 1-chōme       |